# 복지왕
복지왕(福智王, ? - ?)은 일본 규슈 미야자키현 미사토정(美郷町)에 있는 미카도 신사(神門神社)의 전승(傳承)에만 등장하는 백제 왕족으로, 정가왕의 아들이자, 화지왕의 형이다.

## 생애
전설에 따르면 백제 패망 후 복지왕은 아버지, 동생과 함께 일본 나라현으로 망명했다. 그 후 9년 뒤인 672년에 일본 정권 내부 권력투쟁으로 내란이 일어나자, 이를 피해 나라현을 떠나 다시 배를 타고 피난을 떠났다. 도중에 태풍을 만나 아버지 정가왕은 난고손(南鄕村)에, 복지왕은 90km 떨어진 히키(比木)에 정착했다. 그 후 정가왕 일족을 죽이기 위해 난고손까지 적군이 추격해 왔다는 소식을 듣고 아버지를 구하기 위해 급하게 달려가 적군(자객들이라는 설도 있음)을 제압하긴 했지만 아버지와 동생의 죽음을 막지는 못했다.(다만 이 때 복지왕이 전사했다는 설도 있다.) 그 후의 행적에 대해서는 전해지는 바가 없다.

## 사후
복지왕(福智王)으로 추숭(追崇)돼 현 기조정(木城町)의 히키신사(比木神社)에 모셔졌다.

## 가계
일설에는 그의 아버지 정가왕은 의자왕의 서자 또는 서손자라 한다.
- 아버지 : 정가왕(禎嘉王, ? - 718년)
- 어머니 : ?
  - 동생 : 화지왕(華智王, ? ~718년)

## 같이 보기
- 의자왕
- 풍왕
- 부여사
- 정가왕
- 화지왕